# 澳門節日
| 澳門公眾假期       |                          |
| 1月1日             | 元旦                     |
| 農曆正月首三日     | 春節首三日               |
| 約於4月4日或5日    | 清明節                   |
| 聖週五             | 耶穌受難日               |
| 聖週六             | 復活節前日               |
| 5月1日             | 勞動節                   |
| 農曆四月初八       | 佛誕                     |
| 農曆五月初五       | 端午節                   |
| 農曆八月十六       | 中秋節翌日               |
| 10月1日            | 中華人民共和國國慶       |
| 10月2日            | 中華人民共和國國慶翌日   |
| 農曆九月初九       | 重陽節                   |
| 11月2日            | 追思節                   |
| 12月8日            | 聖母無原罪瞻禮           |
| 12月20日           | 澳門特別行政區成立紀念日 |
| 約於12月21日或22日 | 冬至                     |
| 12月24日           | 聖誕節前日               |
| 12月25日           | 聖誕節                   |
| 曾為澳門公眾假期   |                          |
| 4月25日            | 自由日                   |
| 6月10日            | 葡國日、賈梅士日暨葡僑日 |
| 6月24日            | 澳門市主保聖若翰日       |
| 10月5日            | 葡萄牙共和國日           |
| 11月30日           | 海島市日                 |
| 12月1日            | 葡國獨立紀念日           |

本文列出澳門的主要節日，包括放假和不放假的紀念日、節日，以及常見的民俗節日。
澳门的节日有农历新年、土地诞、端午节等节庆，也有复活节、花地玛圣像巡游、圣诞节等西方节日。同时澳门每年都会举办多项大型国际盛事。